# Черне
Черне (пол. Czernie) — село в Польщі, у гміні Ґоворово Остроленцького повіту Мазовецького воєводства.
Населення — 244 особи (2011).
У 1975-1998 роках село належало до Остроленцького воєводства.

## Демографія
Демографічна структура станом на 31 березня 2011 року:
|          | Загалом | Допрацездатний вік | Працездатний вік | Постпрацездатний вік |
| -------- | ------- | ------------------ | ---------------- | -------------------- |
| Чоловіки | 131     | 31                 | 84               | 16                   |
| Жінки    | 113     | 19                 | 65               | 29                   |
| Разом    | 244     | 50                 | 149              | 45                   |